# Ejército de Łódź
El Ejército de Łódź (en polaco Armia Łódź) fue uno de los ejércitos polacos que lucharon durante la invasión alemana de 1939 al inicio de la Segunda Guerra Mundial.

## Misión
Creado oficialmente el 23 de marzo de 1939, su misión era cubrir la frontera polaca al suroeste de Łódź entre el Ejército de Poznań, situado al norte y que defendía la Gran Polonia, y el Ejército de Cracovia, situado al sur y que defendía Silesia y la Pequeña Polonia. Debía de rechazar los ataque alemanes en dirección a  Łódź y a Piotrków Trybunalski. Se encargaba también de cubrir la movilización y concentración del Ejército de reserva Prusy tras las líneas polacas. Su misión estratégica era ganar tiempo mediante acciones dilatorias y fuertes defensas sobre la prevista línea de avance alemán de Częstochowa-Łódź-Varsovia para conseguir la plena movilización de tropas polacas. 

## Historia
A pesar de varias acciones favorables, como la batalla de Mokra el 1 de septiembre, en donde la brigada de caballería Volhynian detuvo a la 4ª División Panzer alemana, el Ejército se vio forzado a retirarse hacia el río Vístula ante la fuerte presión alemana. El Grupo de Ejércitos Sur alemán, al mando de Gerd von Rundstedt, atacó justo en la zona de unión del Ejército de Łódź y el Ejército de Poznań, separando a dichas dos grandes unidades e imposibilitando cualquier tipo de coordinación entre ellas. Sin defensas naturales en donde resistir y ante un enemigo numéricamente superior y bien apoyado desde el aire, el ejército de Juliusz Rómmel fue fácilmente superado y aislado del resto de tropas polacas durante la batalla de la Frontera, siendo la mayoría de sus unidades desbordadas por las tropas del Octavo Ejército alemán y del Décimo Ejército Alemán. La ciudad de Łódź cayó el 8 de septiembre. Al comienzo de la segunda semana de guerra, el Ejército de Łódź había sufrido graves pérdidas y fue incapaz de llevar a cabo una acción defensiva eficiente. 
El general Rómmel, abandonando a la mayor parte de las unidades del Ejército de Łódź,  se retiró con un pequeño contingente de tropas hacia Varsovia, en donde asumió el mando del recién creado Ejército de Varsovia, encargado de la defensa de la capital polaca.  El general Wiktor Thommée, jefe del  Grupo Piotrków, asumió el mando de lo que quedaba del Ejército de Łódź. Con Thommée la actuación de lo que quedaba del Ejército de Łódź fue mejor, evitando ser cercada, luchando con éxito en la batalla de Wola Cyrusowa ( 8 de septiembre) y retirándose luego a las fortalezas de Modlin en donde resistió hasta su rendición el 29 de septiembre.

## Organización
El Ejército estaba comandado por el general Juliusz Rómmel; Su jefe de Estado Mayor era Aleksander Pragłowski.
Estaba formado por tres divisiones de infantería (la 2º Legión, la 10 y la 28), una división de montaña (la 22), una brigada de caballería (Kresowa), una brigada de defensa nacional (Sieradz), además del Grupo Operativo Piotrków del general Thommée con la 30 división de infantería y la brigada de caballería Wołyńska.
Como apoyo tenía dos trenes blindados, el número 52 y 53.
Como apoyo aéreo tenía la Sección de Enlace nº10 (con 3 RWD 8), el 32.º Escuadrón de Reconocimiento (con 10 PZL P.23 B y 1 RWD 8), el 6 grupo de la 3ª División de Cazas (con 2 PZL P.11c y 1 RWD 8), los Escuadrones de Caza 141.ª y  142.º (con 7 PZL P.11c y 12 PZL P.11a), y los escuadrones de observación 63.º y 64.º (con 7 RWD 14, 7 R.XIIIc y 4 RWD 8).